# Neritina natalensis
Neritina natalensis је пуж из реда Cycloneritimorpha и фамилије Neritidae. Овај пуж је популаран у акваријумима, зато што изгледа атрактивно и једе алге у акваријуму, чистећи га на тај начин.

## Угроженост
Подаци о распрострањености ове врсте су недовољни.

## Распрострањење
Врста је присутна у Јужноафричкој Републици, Кенији, Мозамбику, Сомалији и Танзанији.

## Станиште
Станиште врсте су слатководна подручја.